# Himeri de Nicomèdia
Himeri de Nicomèdia (en llatí Himerius, en grec antic Ἱμέριος) va ser un religiós grec, nomenat bisbe de Nicomèdia l'any 432 quan el bisbe Nestori va ser deposat d'aquesta seu per disposició de l'emperador Maximià.